# Die Troublemaker
Die Troublemaker (Originaltitel: Botte di Natale) ist eine 1994 in Koproduktion zwischen Italien und Deutschland entstandene Western-Komödie. In ihr stand das früher sehr erfolgreiche Duo Terence Hill und Bud Spencer nach rund zehn Jahren wieder gemeinsam vor der Kamera. Es war ihre letzte Zusammenarbeit.

## Handlung
Der Wilde Westen im ausgehenden 19. Jahrhundert. Travis und Moses sind zwei vollkommen verschiedene Brüder. Sie gehen sich seit zehn Jahren aus dem Weg, da jedes Unternehmen, das sie gemeinsam aufgezogen haben, gescheitert ist. Travis ist noch immer ungebunden und schlägt sich als Lebenskünstler und Glücksspieler durch, während es Moses auf inzwischen zehn Kinder gebracht hat und seine Sippe als Kopfgeldjäger ernährt.
Ihrer Mutter ist die Lebensweise ihrer Sprösslinge ein Dorn im Auge. Um die Weihnachtszeit herum beschließt sie, die beiden zu sich einzuladen. Sie hofft, Travis und Moses auf den Pfad der Tugend zurückzuholen – aber auch, dass sich die beiden Sturköpfe endlich vertragen. Mit der Behauptung, der verstorbene Vater habe seinen Söhnen einen Schatz hinterlassen, glaubt sie, die beiden an den heimischen Herd locken zu können.
Travis sucht daraufhin Moses auf, der dem Elternhaus fernbleiben und auch mit seinem Bruder nichts mehr zu tun haben möchte. Mit einer List bringt Travis ihn dazu, gemeinsam den Gangster Stone zu jagen, auf den eine Belohnung von 4.000 US-Dollar ausgesetzt ist. Während die beiden zusammenarbeiten, versucht Travis zunächst vergeblich, Moses zu einem Besuch bei der Mutter zu überreden. Moses’ Familie macht sich ohne sein Wissen ebenfalls auf den Weg zu seiner Mutter.
Aufgrund unterschiedlicher Missgeschicke gelingt den beiden Brüdern die Festnahme Stones nicht. Stattdessen werden sie selbst ins Gefängnis gesteckt, jedoch von den jungen Frauen Bridget und Melly befreit, die von Stone und seinen Leuten unter Druck gesetzt werden. Als die beiden Brüder Stone endlich doch gefangen genommen haben, verhilft Travis ihm zur Flucht.
Schließlich erfährt Stone von dem angeblichen Schatz. Moses und Travis verfolgen ihn bis zum Haus ihrer Mutter. Dort stellen sie fest, dass der Gangster bereits überwältigt wurde. Gemeinsam feiern sie Weihnachten. Als Stones Bande auftaucht, endet die Feier in einer Schlägerei.

## Kritik
„Der Wiederbelebungsversuch des mit den Hauptdarstellern Hill und Spencer begründeten Genres des Klamaukwesterns […] scheitert an seinem trägen, einfallslosen Drehbuch und seinen hausbackenen Bildern.“

## Synchronisation
Der Film wurde bei der Rainer Brandt Filmproduktions GmbH deutsch synchronisiert. Für die Dialoge und die Regie zeichnete Rainer Brandt verantwortlich.
| Rolle       | Schauspieler      | Deutscher Sprecher |
| ----------- | ----------------- | ------------------ |
| Travis      | Terence Hill      | Thomas Danneberg   |
| Moses       | Bud Spencer       | Wolfgang Hess      |
| Dodge       | Neil Summers      | Jörg Hengstler     |
| Maw         | Ruth Buzzi        | Tilly Lauenstein   |
| Bridget     | Anne Kasprik      | Anne Kasprik       |
| Melly       | Eva Hassmann      | Eva Hassmann       |
| Sheriff Fox | Ron Carey         | Wolfgang Kühne     |
| Deputy Joe  | Fritz Sperberg    | Uwe Paulsen        |
| Janie       | Radha Delamarter  | Monica Bielenstein |
| Sam Stone   | Boots Southerland | Karl Schulz        |

## Wissenswertes
- Der Film trug in den USA den Titel The Night/Fight before Christmas.[3]
- Die Söhne von Terence Hill und Bud Spencer waren an der Produktion beteiligt: Jess Hill, der auch eine Minirolle als Telegraphenbote spielte, schrieb das Drehbuch und Giuseppe Pedersoli, Spencers Sohn, betreute den Film als Produzent.
- Der Film war die letzte gemeinsame Arbeit von Hill und Spencer.
- Gedreht wurde der Film in New Mexico.
- Bud Spencer konnte sich mit seinem Vorschlag, statt eines Westerns einen Film frei nach dem Roman Don Quijote zu drehen, gegenüber dem einen Western bevorzugenden Terence Hill nicht durchsetzen.
- Für die Kostüme war Vera Marzot verantwortlich.
- Ron Carey und Fritz Sperberg spielten die Rollen Joe und Averell Dalton im Lucky-Luke-Film und der dazugehörigen Serie mit Terence Hill.
- Der Film startete am 16. März 1995 in den deutschen Kinos[4] und konnte dort insgesamt 122916 Zuschauer verzeichnen[5].

## DVD-Veröffentlichung
Der Film erschien im Jahr 2001 bei Laserparadise auf DVD. Am 24. Februar 2008 wurde der Film von UFA auf DVD wiederveröffentlicht. Allerdings handelt es sich in beiden Fällen um gekürzte Filmfassungen.
Am 29. April 2022 veröffentlichte Tobis im Zusammenarbeit mit LEONINE den Film erstmals auf Blu-ray in ungekürzter und vollständig synchronisierter restaurierter Fassung.